# Edgar Allen
Edgar Allen (2 de mayo de 1892-3 de febrero de 1943) fue un anatomista y fisiólogo estadounidense. Es conocido por el descubrimiento de estrógeno y su papel en la creación del campo de la endocrinología.
Nacido en la ciudad de Cañon City, Colorado, Allen estudia en la Universidad de Brown. Después de servir en la Primera Guerra Mundial, obtuvo un puesto en la Universidad de Washington en Seattle, hasta que, en 1923, fue nombrado a la cátedra de anatomía en la Universidad de Misuri en Columbia, Misuri. Diez años más tarde fue nombrado catedrático en la Universidad de Yale.

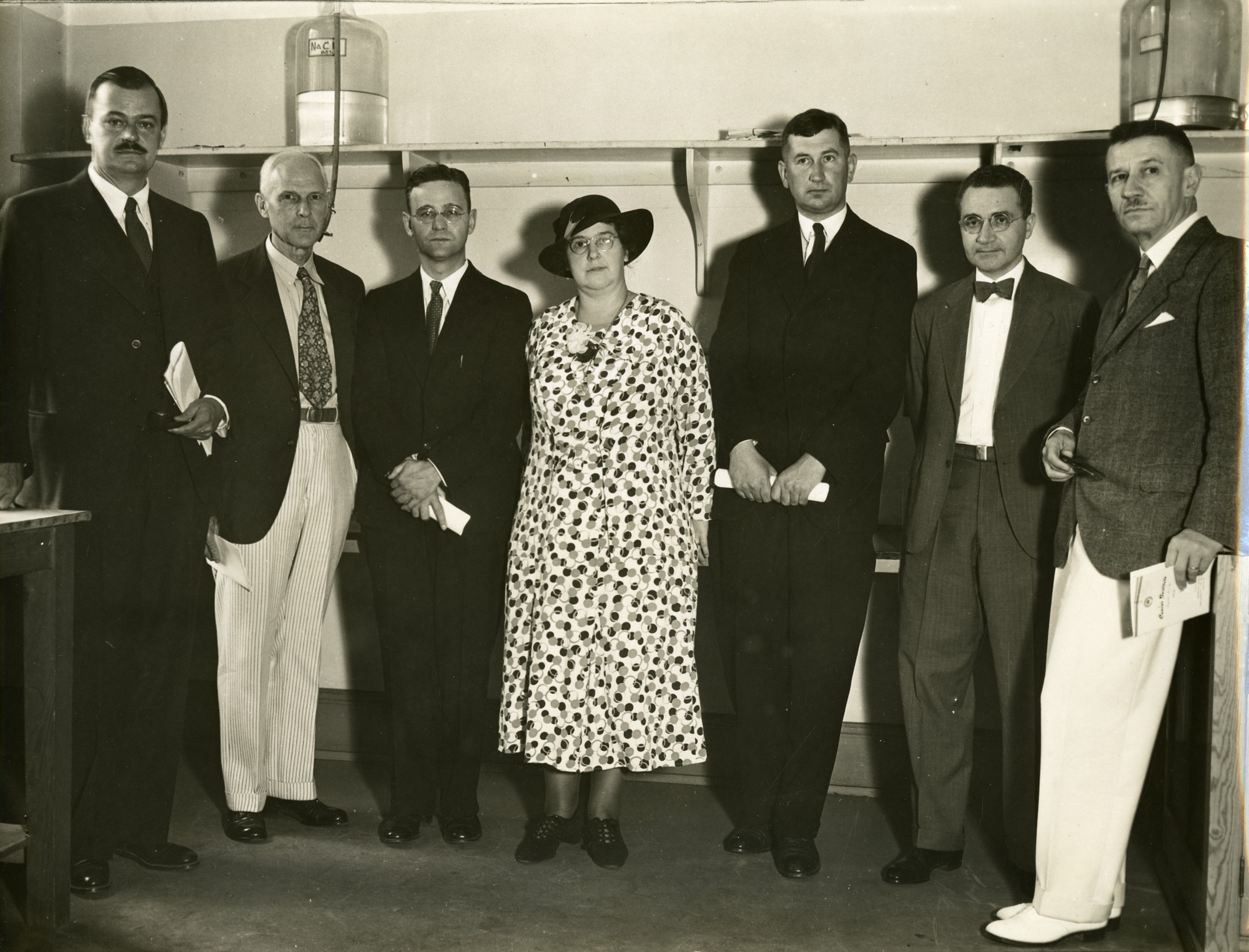
Edgar Allen (2º de la izq.) con, de izq. a der. Clarence Cook Little, Howard Bancroft Andervont, Madge Thurlow Macklin, Leiv Kreyberg, Gioacchino Failla, Coutard Henri

En Misuri, comenzó sus estudios de hormonas sexuales. Si bien se cree comúnmente en el momento en que el ciclo reproductivo femenino fue controlada por la sustancia en el cuerpo lúteo, Allen buscó la respuesta en los folículos que rodean el óvulo, lo que lleva a su descubrimiento de estrógeno, a pesar de que fue identificado seis años más tarde por Adolf Butenandt en 1929.
Allen murió de un ataque al corazón en 1943, mientras estaba en servicio, con la Guardia Costera de Estados Unidos.